# Pidonia leucanthophila
Pidonia leucanthophila är en skalbaggsart som beskrevs av Mikio Kuboki 1978. Pidonia leucanthophila ingår i släktet Pidonia och familjen långhorningar. Inga underarter finns listade i Catalogue of Life.